# 1934 na música
A seguir estão listados eventos notáveis ocorridos em 1934 na música.

## Eventos
- 13 de março – A Orquestra Nacional Francesa realiza seu primeiro concerto, em Paris.[1]
- 28 de maio – O festival de ópera de Glyndebourne é inaugurado na Inglaterra.
- 7 de novembro – A Rapsódia sobre um Tema de Paganini, de Sergei Rachmaninoff (escrita de 3 de julho a 18 de agosto na Villa Senar, na Suíça), é estreada com o compositor ao piano na Lyric Opera House, em Baltimore, Maryland, acompanhado pela Orquestra da Filadélfia sob a regência de Leopold Stokowski. Em 24 de dezembro, o mesmo conjunto realiza a primeira gravação, no Trinity Church Studio da RCA Victor, em Camden, Nova Jersey.
- 15 de novembro – Wilhelm Furtwängler escreve uma carta no Deutsche Allgemeine Zeitung, "Der Fall Hindemith" ("O Caso Hindemith"), em apoio ao compositor Paul Hindemith, rotulado de artista degenerado pelos nazistas, mas cuja obra Mathis der Maler Furtwängler estreou no início do ano. Ele renuncia a seus cargos oficiais, incluindo o de vice-presidente da Reichsmusikkammer.
- 2 de dezembro – Primeira apresentação pública do Quintette du Hot Club de France na École Normale de Musique, em Paris, tocando jazz continental, liderado pelo guitarrista Django Reinhardt com o violinista Stéphane Grappelli.
- 21 de dezembro – A suíte orquestral Tenente Kijé, uma das obras mais conhecidas de Sergei Prokofiev, é estreada.[2]
- Uma antiga pista de patinação de Londres é reaberta como os Maida Vale Studios da BBC[3] e se torna a casa da Orquestra Sinfônica da BBC.
- Estreia da ópera Lady Macbeth de Mtsensk de Dmitri Shostakovich, que gerou bastante controvérsia, estreou em 22 de janeiro de 1934 em São Petersburgo, Rússia.[4]

- Ella Fitzgerald vence o "Amateur Night" no Apollo Theater.[5]

- A gravadora europeia Decca Records fez sua estreia nos Estados Unidos em setembro de 1934, chocando a indústria com uma campanha promocional agressiva, estrelas de peso (como Bing Crosby) e discos acessíveis a 35 centavos.[6]

## Composição
- Heitor Villa-Lobos – Uirapuru

## Ópera
- Dmitri Shostakovich – Lady Macbeth do Distrito de Mtsensk

## Nascimentos

### Janeiro
- 16 de janeiro – Marilyn Horne, mezzosoprano norte-americana.
- 30 de janeiro – Tammy Grimes, cantora e atriz norte-americana. (m. 2016)

### Fevereiro
- 7 de fevereiro
  - King Curtis, saxofonista norte-americano. (m. 1971)
  - Earl King, cantor, guitarrista e compositor norte-americano. (m. 2003)
- 14 de fevereiro – Florence Henderson, atriz e cantora norte-americana. (m. 2016)
- 23 de fevereiro – Augusto Algueró, compositor, arranjador e maestro espanhol. (m. 2011)
- 24 de fevereiro – Renata Scotto, soprano e diretora operística italiana. (m. 2023)

### Março
- 16 de março – Roger Norrington, maestro britânico. (m. 2025)
- 18 de março – Charley Pride, cantor e guitarrista norte-americano. (m. 2020)
- 25 de março – Johnny Burnette, cantor e compositor norte-americano. (m. 1964)
- 31 de março
  - Richard Chamberlain, ator e cantor norte-americano. (m. 2025)
  - Shirley Jones, cantora e atriz norte-americana.

### Abril
- 16 de abril – Robert Stigwood, empresário e produtor musical australiano. (m. 2016)
- 24 de abril – Shirley MacLaine, atriz e cantora norte-americana.
- 29 de abril – Otis Rush, cantor e guitarrista norte-americano. (m. 2018)

### Maio
- 1 de maio – Shirley Horn, cantora e pianista norte-americana. (m. 2005)
- 3 de maio – Frankie Valli, cantor norte-americano.
- 24 de maio – Barry Rose, maestro e organista britânico.

### Junho
- 1 de junho – Pat Boone, ator, cantor e compositor norte-americano.
- 9 de junho – Jackie Wilson, cantor e performer norte-americano. (m. 1984)
- 26 de junho – Dave Grusin, compositor e pianista norte-americano.

### Julho
- 12 de julho – Van Cliburn, pianista norte-americano. (m. 2013)
- 15 de julho – Harrison Birtwistle, compositor britânico. (m. 2022)

### Agosto
- 18 de agosto – Ronnie Carroll cantor e empresário britânico. (m. 2015)

### Setembro
- 3 de setembro – Freddie King cantor e guitarrista norte-americano. (m. 1976)
- 5 de setembro – Bira, músico brasileiro. (m. 2019)
- 8 de setembro – Peter Maxwell Davies, compositor, pianista e maestro inglês. (m. 2016)
- 19 de setembro – Brian Epstein, empresário musical britânico. (m. 1967)
- 21 de setembro – Leonard Cohen, cantor e compositor canadense. (m. 2016)
- 23 de setembro – Gino Paoli, cantor e compositor italiano.

### Outubro
- 30 de outubro – Frans Brüggen, maestro e flautista holandês. (m. 2014)

### Novembro
- 24 de novembro – Alfred Schnittke, compositor russo-alemão. (m. 1998)
- 26 de novembro – Mário Martins, produtor musical e pesquisador de talentos português. (m. 2025)

### Dezembro
- 1 de dezembro – Billy Paul, cantor norte-americano. (m. 2016)
- 19 de dezembro – Rudi Carrell, artista e cantor neerlandês. (m. 2006)
- 30 de dezembro
  - Del Shannon, cantor e compositor norte-americano. (m. 1990)
  - Russ Tamblyn, ator e dançarino norte-americano.

## Mortes
- 1 de fevereiro – Ernesto Nazareth, pianista e compositor brasileiro.
- 23 de fevereiro – Edward Elgar, compositor inglês.
- 21 de março – Franz Schreker, compositor e maestro austríaco.
- 12 de abril – Thaddeus Cahill, engenheiro eletricista norte-americano e inventor do Telarmónio.
- 22 de abril – Augusto de Lima, jornalista, político, compositor e músico brasileiro.
- 28 de abril – Charley Patton, músico norte-americano.
- 25 de maio – Gustav Holst, compositor e arranjador inglês.
- 10 de junho – Frederick Delius, compositor inglês.
- 10 de setembro – George Henschel, barítono, pianista, compositor e maestro britânico.
- 14 de outubro – Leonid Sobinov, tenor de ópera russo.
- 8 de dezembro – Bernhard Sekles, compositor, maestro e pianista alemão.